# Гевених
Гевених (њем. Gevenich) општина је у њемачкој савезној држави Рајна-Палатинат. Једно је од 92 општинска средишта округа Кохем-Цел. Према процјени из 2010. у општини је живјело 660 становника. Посједује регионалну шифру (AGS) 7135034.

## Географски и демографски подаци
Гевених се налази у савезној држави Рајна-Палатинат у округу Кохем-Цел. Општина се налази на надморској висини од 390 метара. Површина општине износи 7,1 km². У самом мјесту је, према процјени из 2010. године, живјело 660 становника. Просјечна густина становништва износи 93 становника/km².